# گل‌کاه
گل کاه (به زبان مازندرانی: گُل کا)، روستایی است از توابع بخش مرزن‌آباد شهرستان چالوس در استان مازندران ایران.

## جمعیت
این روستا در دهستان بیرون‌بشم قرار دارد و براساس سرشماری مرکز آمار ایران در سال ۱۳۹۰، جمعیت آن ۲۰۰ نفر (۵۲ خانوار) بوده‌است. مردم بومی گل کاه از قومیت طبری هستند. مردم بومی گل کاه به زبان طبری با گویش چالوسی سخن می‌گویند.